# إدوارد ديكنسون بيكر
إدوارد ديكنسون بيكر (بالإنجليزية: Edward Dickinson Baker) (و. 1811 – 1861 م) هو سياسي، محام من الولايات المتحدة الأمريكية ولد في لندن.
تولى منصب عضو مجلس الشيوخ الأمريكي .